# Štěpán Jiří ze Šternberka
Štěpán Jiří ze Šternberka (německy Stephan Georg von Sternberg auf Postelberg und Wodolitz; 1570? – 15. prosince 1625) byl český šlechtic, zakladatel českošternberské linie konopišťské větve rodu Šternberků a držitel vysokých úřadů. V turbulentní době se projevil na jedné straně jako tolerantní politik, na druhé straně jako kariérista.

## Původ a život
Narodil se jako syn Zdeňka VI. ze Šternberka († 1575) a jeho ženy Kateřiny Řepické ze Sudoměře. Byl utrakvistou.
Zastával úřad prezidenta české komory v letech 1603 až 1606 a hejtmana německých lén v letech 1603–1619 a znovu 1620–1623.
Před vydáním Rudolfova majestátu v roce 1609, který garantoval náboženskou svobodu, vyjednával za císaře Rudolfa II. s nespokojenými nekatolickými stavy, které vedl Václav Budovec z Budova. Argumentoval, že stačí majestát krále Vladislava II. Jagellonského (vládl 1471–1516), který se odvolával na basilejská kompaktáta. Ta se však netýkala všech nekatolických vyznání a především byla církví 1567 zrušena.
V době před ujednáním Majestátu byl krátce i mluvčím utrakvistické opozice, ale po neshodách ho nahradil Jáchym Ondřej Šlik.
Za stavovského povstání se přidal k rebelujícím českým stavům, po prohrané bitvě na Bílé hoře však jako kariérista přestoupil na katolickou víru a přeběhl k císaři. Neslavně se zapsal do historie jako udavač svých bývalých druhů. Vedle Jana Rudolfa Trčky a Jiřího Ludvíka z Leuchtenburka byl nejbližším přítelem Albrechta z Valdštejna. Císař ho odměnil titulem tajného rady.
Zemřel 15. září nebo 15. prosince 1625 ve věku 55 nebo 68 let. Pochován byl v Postoloprtech, na ruce mu synové ponechali zlatý prsten s velkým rubínem.

## Majetek
Vlastnil Votice, podle kterých se psal na Voticích. V roce 1599 zakoupil tvrz Chotětice a připojil je ke Smilkovu. Dne 14. září 1600 koupil od své manželky Veroniky z Veitmile panství a tvrz Postoloprty za 42 tisíc kop míšeňských grošů. Poté se psal na Postoloprtech. Od roku 1611 začal tamější tvrz přestavovat na zámek. Vzniklo tak reprezentativní sídlo, které mělo podobu dvoupatrové čtyřkřídlé budovy s taškovou střechou. V roce 1601 koupil statek s tvrzí Odolice a připojil k postoloprtskému panství. K němu připojil také Břvany, které zakoupil v roce 1614. Dále v roce 1614 koupil tvrz Pátek od Alžběty z Lobkovic, Jana Libštejnského z Kolovrat, Viléma mladšího z Lobkovic a jeho manželky Benigny Kateřiny.

## Rodina
Oženil se dvakrát. Nejdříve se oženil s Johanou Kateřinou z Talmberka († 1593). V roce 1593 si vzal Veroniku z Veitmile († 1637 Míšeň), dceru Jana Vavřince z Veitmile († 1584 Padova) a jeho manželky Elišky ze Žerotína. Narodili se mu čtyři synové a dvě dcery.
Potomci z prvního manželství:
- 1. Adam "mladší" († 11. 6. 1633), hejtman Žateckého kraje
  - 1. (23. 11. 1615) Polyxena z Valdštejna († 1620)
  - 2. (1624) Eliška Marie Magdalena z Vrtby († 1643)

Potomci z druhého manželství:
- 2. Marie Alžběta († 1654)
  - Jan Záruba z Hustířan
- 3. Františka Maxmiliána († 1650 Freiburg)
  - Gottfried z Ingenu, plukovník
- 4. Jan Rudolf (28. 1. 1601 Praha – 21. 3. 1638)
  - Helena Eustachie Křinecká z Ronova († 1644)
- 5. dcera (* 2. 7. 1602)
- 6. Vilém Jaroslav (* 15. 2. 1605)

## Vyobrazení
Dochoval se jeho portrét, na kterém pravou rukou přidržuje klobouk ležící na stole pokrytém červeným ubrusem, levou rukou se drží v bok.